# Hilde Güden

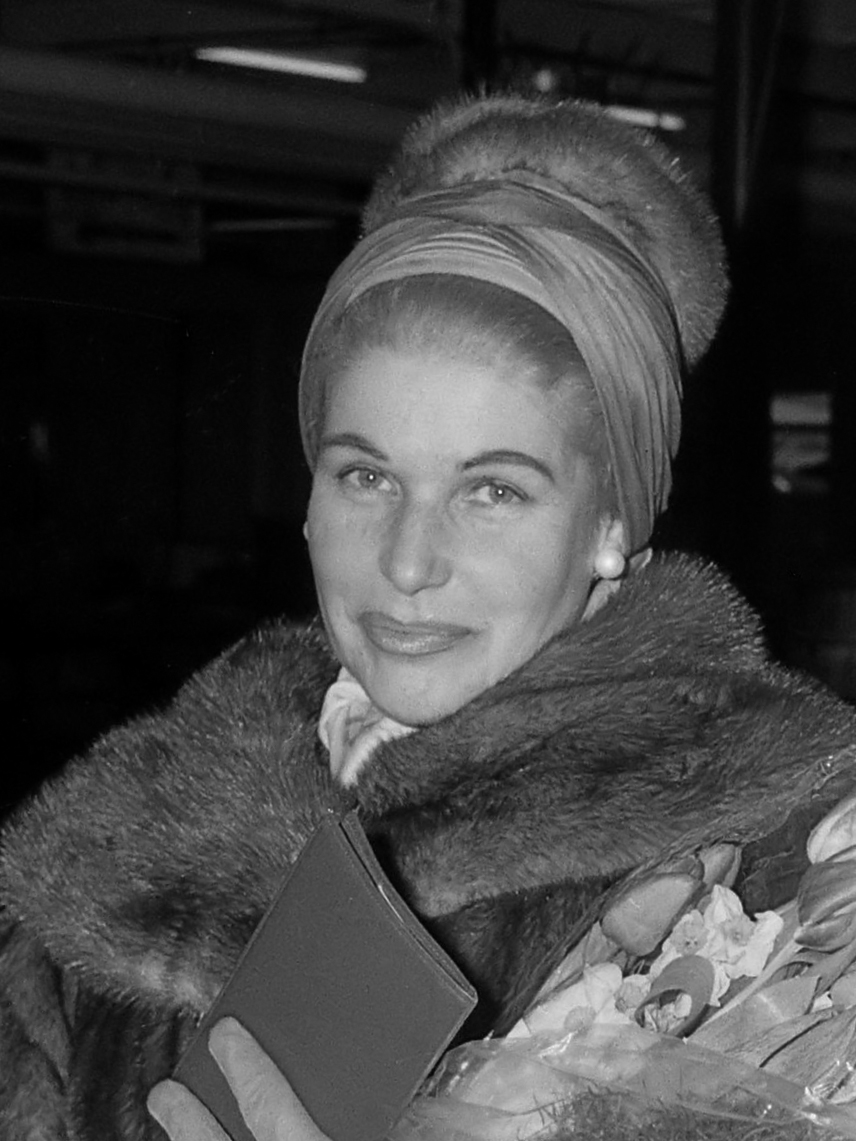
Hilde Güden (1962)

Hilde Güden (* 15. September 1917 in Wien als Hulda Geiringer; † 17. September 1988 in Klosterneuburg, Niederösterreich) war eine österreichische Koloratursopranistin und Kammersängerin im Fach Lyrischer Sopran.

## Leben
1935 debütierte Güden 17-jährig unter dem Künstlernamen Hulda Gerin in der Robert-Stolz-Operette Servus! Servus! an der Wiener Scala, kam 1937 an die Wiener Volksoper, 1938 nach Zürich und 1939 an die Wiener Staatsoper. Geiringer heiratete 1938 den türkischen Presseattaché Güden und erhielt dadurch die türkische Staatsbürgerschaft. Die Ehe wurde 1941 geschieden.
1941 wurde sie von Clemens Krauss an die Münchner Staatsoper engagiert; sie verließ Deutschland aber 1942, weil sie jüdischer Herkunft war, um in Rom und Florenz zu singen. Von 1946 bis 1973 war sie wieder Mitglied der Wiener Staatsoper. 1951 debütierte sie an der Metropolitan Opera in New York, zu deren festem Ensemble sie bis 1965 ebenfalls gehörte.
Sie galt als eine der besten Mozart- und Strauss-Sängerinnen ihrer Zeit und war auch Mitglied des Wiener Mozart Ensembles. Hilde Güden war mit dem Unternehmer Robert Dannemann verheiratet und hatte mit ihm einen Sohn. Nach der Scheidung heiratete sie 1952 in New York den ungarischen Geschäftsmann Lacy Hermann. Sie wurde auf dem Waldfriedhof in München beigesetzt.

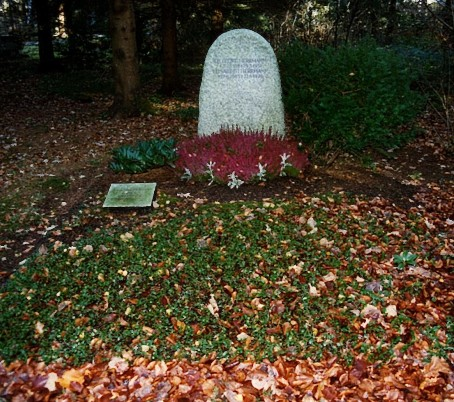
Grabstätte von Hilde Güden

In der Uraufführung von Lass uns die Welt vergessen – Volksoper 1938 von Keren Kagarlitsky im Dezember 2023 wurde sie von Johanna Arrouas verkörpert.

## Ehrungen
- 1959: Österreichisches Ehrenkreuz für Wissenschaft und Kunst I. Klasse[5]
- Ritterkreuz I. Klasse des Kgl. Dänischen Danebrog-Ordens
- Silberne Rose der Wiener Philharmoniker
- 1972: Ehrenmitglied der Wiener Staatsoper
- 1977: Goldenes Ehrenzeichen für Verdienste um das Land Wien
- 1978: Professorin ehrenhalber